# Bukovec (Domažlicei járás)
Bukovec település Csehországban, a Domažlicei járásban. Bukovec Honezovice, Černovice, Čečovice, Horšovský Týn, Semněvice és Puclice településekkel határos. Lakosainak száma 126 fő (2024. január 1.).

## Népesség
A település lakosságának változását az alábbi diagram mutatja:
| Lakosok száma | 190  | 214  | 314  | 144  | 125  | 84   | 109  | 116  | 124  | 126  |
|               | 1869 | 1890 | 1921 | 1950 | 1980 | 2001 | 2017 | 2019 | 2022 | 2024 |